# Rudolf Alexander Mayr
Rudolf Alexander Mayr (* 12. Juni 1956) ist ein österreichischer Extrembergsteiger und Schriftsteller.

## Leben
Rudolf Alexander Mayr betätigte sich seit 1971 als Extrembergsteiger mit Besteigungen u. a. in Nepal, Alaska und Patagonien. Er unternahm Erstbegehungen und schwierige Routen in den Alpen, außerdem über fünfzig Nepal- und Tibetreisen, meistens als Expeditionsleiter oder Gruppenleiter. 1982 unternahm er beispielsweise eine Expedition zum Cho Oyu (8188 m) mit Wolfgang Nairz und Reinhard Karl. Letzterer kam im Zuge dieser Expedition durch eine Eislawine ums Leben.
In den Jahren 1983 bis 1992 war er Leiter der Alpinen Auskunft des Österreichischen Alpenvereins. Zur selben Zeit übte er eine freiberufliche Beratertätigkeit für die Tirol Werbung aus.
Nach Beendigung seiner Tätigkeit als Extrembergsteiger wandte er sich zunehmend dem Schreiben zu und lebt heute als freier Schriftsteller in Innsbruck. 2014 erschien im Tyrolia-Verlag sein Kurzgeschichtenband Lächeln gegen die Kälte mit 22 Erzählungen aus dem Himalaya. 2021 veröffentlichte Mayr ebenfalls im Tyrolia-Verlag eine weitere Sammlung von Erzählungen unter dem Titel Das Licht und der Bär. Erzählungen vom Bergsteigen und anderen Abwegigkeiten. Dieser Band wurde beim 7. Internationalen Wettbewerb "Die besten Publikationen zu den Bergen" der Krakauer Messen 2022 in der Kategorie Literarische Prosa ausgezeichnet. 2024 erschien im Tyrolia-Verlag der Bergroman Karls Wiederkehr, der als poetischer Thriller beschrieben wird.
2015 organisierte er anlässlich der Erdbeben in Nepal die „Nepalhilfe Rudi Mayr“. Mithilfe einer Spendensammlung gelang es, Medikamente, Verbandsmaterial und andere Hilfsgüter an 1081 Familien in Nepal zu verteilen.

## Veröffentlichungen
- Karls Wiederkehr. Ein Bergroman. Verlagsanstalt Tyrolia, Innsbruck 2024, ISBN 978-3-7022-4216-9
- Das Licht und der Bär. Erzählungen vom Bergsteigen und anderen Abwegigkeiten. Verlagsanstalt Tyrolia, Innsbruck 2021, ISBN 978-3-7022-3975-6
- Das Licht und der Bär. Vorabdruck eines Auszugs aus dem gleichnamigen Buch, erscheinend im September 2021. In: Berg 2020, Alpenvereinsjahrbuch, Hrsg.: Deutscher Alpenverein, Österreichischer Alpenverein, Alpenverein Südtirol. Tyrolia-Verlag, Innsbruck/Wien 2020.
- Das Beben. In: Innsbruck alpin Nr. 1/2016, S. 12–18.
- Im Schatten der großen Wand. Die Falkenhütte, die Lalidererwand und die zwei Seiten des Lebens. In: Berg 2016, Alpenvereinsjahrbuch, Zeitschrift Band 140. Hrsg.: Deutscher Alpenverein, Österreichischer Alpenverein, Alpenverein Südtirol. Tyrolia-Verlag, Innsbruck/Wien 2016.
- Lächeln gegen die Kälte. Geschichten aus dem Himalaya. Verlagsanstalt Tyrolia, Innsbruck 2014, 2. Auflage, ISBN 978-3-7022-3337-2
- Der Berg, die Bergsteiger und die Frauen. In: Panoptica frauen.kultur.tirol, Frauenzeitschrift des Landes Tirol, 2013, S. 86–91.
- Das Seil. In: Magazin Berge 6/2003, Serie: Mythen des Alpinismus (12), S. 88–89.
- Das Kriegsloch. Ein “Road Movie” zwischen Glaziologie, Metaphysik und Soziologie. Panico Verlag, Köngen 2000, ISBN 3-926807-81-4.
- Durch Patagonien zum Fitz Roy. Ein Reiseroman. wt-Buch Team, Garching 2004, ISBN 3-936599-31-9
- Wo die wilden Hunde wohnen. Klettergeschichten aus Tirol. Herausgeber Anette Köhler und Walter Klier, mit Geschichten von Rudi Mayr, Walter Klier, Andreas Orgler, Robert Renzler u. a., Verlagsanstalt Tyrolia, Innsbruck 2009, ISBN 978-3-7022-3043-2
- Stille Abenteuer. Berggeschichten. Steiger Verlag, Innsbruck 1985, ISBN 3-85423-039-7
- Am Ende der Nacht. Erzählung. Haymon Verlag, Innsbruck 1988, ISBN 3-85218-047-3
- Klettergärten und Eiswasserfälle. Zwischen München, Bregenz und Bozen. 1986, ISBN 3-85423-051-6.